# Campionati europei di tuffi 2012 - Trampolino 3 metri femminile
La gara del trampolino da 3 metri femminile degli Europei 2012 è stata disputata il 19 maggio 2012 e vi hanno partecipato 24 atlete. Le qualificazioni si sono svolte al mattino e le prime 12 classificate hanno avuto accesso alla finale del pomeriggio.

## Medaglie
| Posizione | Atleta         | Paese    |
| --------- | -------------- | -------- |
| Oro       | Anna Lindberg  | Svezia   |
| Argento   | Uschi Freitag  | Germania |
| Bronzo    | Olena Fedorova | Ucraina  |

## Qualifiche
| Pos. | Atleta                 | Nazione       | Punti  |
| ---- | ---------------------- | ------------- | ------ |
| 1    | Tania Cagnotto         | Italia        | 326.05 |
| 2    | Anna Lindberg          | Svezia        | 312.60 |
| 3    | Nora Subschinsky       | Germania      | 304.35 |
| 4    | Uschi Freitag          | Germania      | 294.45 |
| 5    | Inge Jansen            | Paesi Bassi   | 288.80 |
| 6    | Rebecca Gallantree     | Gran Bretagna | 280.95 |
| 7    | Marion Farissier       | Francia       | 279.00 |
| 8    | Olena Fedorova         | Ucraina       | 277.80 |
| 9    | Anastasija Pozdnjakova | Russia        | 275.70 |
| 10   | Hannah Starling        | Gran Bretagna | 274.50 |
| 11   | Nóra Barta             | Ungheria      | 270.10 |
| 12   | Francesca Dallapé      | Italia        | 268.60 |
| 13   | Hanna Pysmenska        | Ucraina       | 265.50 |
| 14   | Nadežda Bažina         | Russia        | 264.35 |
| 15   | Ioulianna Banousi      | Grecia        | 250.35 |
| 16   | Daniella Nero          | Svezia        | 244.85 |
| 17   | Taina Karvonen         | Finlandia     | 233.60 |
| 18   | Flóra Gondos           | Ungheria      | 230.35 |
| 19   | Leyre Eizaguirre       | Spagna        | 225.15 |
| 20   | Ksenia Kondrašenkova   | Bielorussia   | 222.30 |
| 21   | Magdalena Chłanda      | Polonia       | 217.85 |
| 22   | Alena Chamulkina       | Bielorussia   | 217.50 |
| 23   | Sophie Somloi          | Austria       | 204.90 |
| 24   | Eleni Katsouli         | Grecia        | 199.10 |

## Finale
| Pos. | Atleta                 | Nazione       | Punti  |
| ---- | ---------------------- | ------------- | ------ |
|      | Anna Lindberg          | Svezia        | 342.75 |
|      | Uschi Freitag          | Germania      | 321.40 |
|      | Olena Fedorova         | Ucraina       | 315.00 |
| 4    | Tania Cagnotto         | Italia        | 307.65 |
| 5    | Anastasija Pozdnjakova | Russia        | 304.65 |
| 6    | Nora Subschinsky       | Germania      | 298.20 |
| 7    | Rebecca Gallantree     | Gran Bretagna | 286.40 |
| 8    | Francesca Dallapé      | Italia        | 281.20 |
| 9    | Hannah Starling        | Gran Bretagna | 280.70 |
| 10   | Nóra Barta             | Ungheria      | 268.45 |
| 11   | Inge Jansen            | Paesi Bassi   | 263.55 |
| 12   | Marion Farissier       | Francia       | 259.70 |

## Fonti
- (EN)  Omegatiming.com - Qualifiche[collegamento interrotto]
- (EN)  Omegatimng.com - Finale[collegamento interrotto]